# Регтайм (компания)
«Регтайм» (торговая марка Webnames.ru) — российский регистратор доменных имен и хостинг-провайдер. Предоставляет услуги регистрации и управления доменными именами, хостинг, бесплатный DNS сервис, WHOIS интерфейс, аукцион доменов и другие связанные с доменами услуги.
Webnames.ru является аккредитованным регистратором в национальных доменных зонах .рф .ru .su .ws .cc .tv .me .kz .tw, русскоязычных зонах .ру .ком .нет .орг, а также имеет аккредитацию ICANN для регистрации доменов в зонах .com .net .org .biz .info .mobi .name .pro .aero .jobs .travel .asia .tel .cat.

## История
Компания основана в 2000 году.
В мае 2001 года в партнёрстве с компанией i-DNS.net Регтайм впервые в России открыл регистрацию русскоязычных доменов в зонах .ком, .нет, .орг.
В январе 2002 года был открыт портал Webnames.ru. В мае 2002 года компания стала предлагать клиентами списки просроченных доменов, готовых к освобождению.
В апреле 2004 года ООО «Регтайм» стал аккредитованным регистратором в домене .ru.
В марте 2007 года Webnames.ru стал ICANN аккредитованным регистратором в доменах .com, .net, .org, .biz, .info, .name, .aero, .mobi.
В октябре 2009 года Webnames.ru получил аккредитацию в домене .рф.
Сергей Шариков, директор компании, стал соавтором опубликованного в октябре 2010 года документа IETF RFC5992 «Руководство по регистрации доменов на европейских языках, использующих кириллицу».
В феврале 2011 года Webnames.ru начал регистрацию русскоязычных доменов в зонах .ком.рф, .нет.рф, .орг.рф.